# Hang Luồn Hạ Long
Hang Luồn Hạ Long hay Hang Luồn Bồ Hòn hay là hang luồn ở đảo Bồ Hòn trong vịnh Hạ Long, trên vùng đất thành phố Hạ Long tỉnh Quảng Ninh, Việt Nam.
Hang ở phần phía bắc đảo Bồ Hòn, cách bến Bãi Cháy cỡ 14 km.
Hang thuộc dạng karst trong khối núi đá vôi, xuyên qua khối núi và dài khoảng 100 m, cửa hang rộng khoảng 4 m, cao 3 m. Cuối hang là hồ nước, với sinh cảnh hữu tình, và điểm thêm bầy khỉ vàng trú ngụ.
Cách hang không xa, trên cùng đảo Bồ Hòn là Hang Sửng Sốt .